# Dimetil-éter
A dimetil-éter (DME, (CH3)2O) egy szerves vegyület, amely az éterek közé tartozik. Képlete CH3OCH3. Színtelen, szobahőmérsékleten gáz halmazállapotú. Jellegzetes, édeskés szaga van. Metanolból állítható elő vízelvonással.

## Előállítása
A dimetil-étert legnagyobb mennyiségben metanolból állítják elő vízelvonással, kondenzációs reakcióval. Ekkor két molekula metanolból egy molekula víz kilépésével dimetil-éter keletkezik. A vízelvonást savak katalizálják.
{\displaystyle \mathrm {2\ CH_{3}{-}OH\rightarrow CH_{3}{-}O{-}CH_{3}+H_{2}O} }
Előállítható az éterek többi általános előállítási módszerével is.

## Felhasználása
A dimetil-étert többek között dimetil-szulfát előállítására használják. A dimetil-szulfátot a szerves kémiában metilcsoportok beépítésére (metilezőszerként) alkalmazzák. A dimetil-éter dimetil-szulfáttá alakul, ha kén-trioxiddal reagáltatják:
{\displaystyle \mathrm {(CH_{3})_{2}O+SO_{3}\rightarrow (CH_{3})_{2}SO_{4}} }
Egyes esetekben a dimetil-étert is felhasználják metilezésre. Ecetsavat is gyártanak belőle. Aeroszolokban, spray-kben hajtógázként szolgál. Az 1840-es évektől használják fel hűtőhatását, ma is mint R-E170 megnevezésű hűtőközegként ismert, gyakran propánnal vagy butánnal keverve. Népszerűségét annak köszönheti, hogy a tiszta DME nem toxikus, ózonbontó potenciálja (ODP) gyakorlatilag nulla, a 100 éves globális felmelegedési potenciálja (GWP) azonos a CO2-éval, magas a látens párolgáshője (430,89 J/g, 0 °C-on), nagy a hővezető-képessége (0,16131 Wm−1K−1, 0 °C-on), folyékony halmazállapotban alacsony sűrűsége, alacsony a viszkozitása (1,2673•10−4 kg m−1s−1, 25 °C-on), illetve magas a fajhője (1,5115 Jg−1K−1, 0 °C-on), 55-ös cetánszámával kiváló üzemanyaga lehet a gázturbinás, benzin és kisebb átalakításokkal dízel meghajtású járműveknek egyaránt. Mivel DME lignocellulóz biomasszából előállítható, kénmentes ezért ígéretes ún. második generációs bioüzemanyagok (BioDME) közé sorolható.